# جوزيف غرينبيرغ
جوزيف هارولد غريبيرغ (نيويورك، 28 مايو 1915 – بالو آلتو، 7 مايو 2001) كان لغويًا أمريكيًا. عمل في جامعة ستانفورد. أجرى أعمالا مهمة في مجال النموذج اللساني من خلال بحوثه في علم اللسانيات. فضلاً عن ذلك، اشتهر بتصنيف اللغات الإفريقية.

## روابط خارجية
- جوزيف غرينبيرغ على موقع الموسوعة البريطانية (الإنجليزية)